# Domènec Guansé
Domènec Guansé i Salesas (Tarragona, 1894-Barcelona, 1978) fue un periodista, escritor, biógrafo y crítico español.

## Biografía
Nacido el 17 de marzo de 1894 en Tarragona, como crítico prestó atención a géneros como la novela y los libros de viajes. Colaborador de publicaciones periódicas como Revista de Catalunya, La Nau, Mirador y Tarragona, fue biógrafo de Pompeu Fabra. Guansé, que vivió en el exilio entre 1939 y 1963, en Chile, falleció el 1 de febrero de 1978 en Barcelona. En 2021 se publicó sobre su figura la obra El batec de l’època. Domènec Guansé i el periodisme (1918-1936), de Antoni Isarch.